# Nueva Zelanda en los Juegos Olímpicos de Turín 2006
Nueva Zelanda estuvo representada en los Juegos Olímpicos de Turín 2006 por un total de 15 deportistas que compitieron en 5 deportes.  
El portador de la bandera en la ceremonia de apertura fue el deportista de curling Sean Becker. El equipo olímpico neozelandés no obtuvo ninguna medalla en estos Juegos.